# Fabius Township (comté de Marion, Missouri)
Fabius Township est un ancien township, situé dans le comté de Marion, dans le Missouri, aux États-Unis,.
Le township est fondé en 1827 et baptisé en référence à la Fabius River (en).

### Source de la traduction
- (en) Cet article est partiellement ou en totalité issu de l’article de Wikipédia en anglais intitulé « Fabius Township, Marion County, Missouri » (voir la liste des auteurs).